# Sitio Ramsar de las llanuras de Zeya-Bureya
El sitio Ramsar de las llanuras de Zera-Bureya es un sitio Ramsar en el óblast de Amur, Rusia. Fue decretado en 1994 como reconocimiento a la biodiversidad existente en la planicie entre los ríos Zeya y Bureya, en el extremo sudoriental de Siberia, en Rusia, cerca de la frontera con China. Cubre una extensión de 316 km² en una llanura aluvial con lagos y zonas pantanosas, a una altitud entre 110 y 136 m., en un entorno idóneo para las aves acuáticas y los peces.

## Sitio Ramsar
El sitio está formado por las extensas llanuras aluviales de los ríos Zeya y Bureya, que consisten en islas, playas, diques, brazos muertos de meandros, marismas y antiguas terrazas fluviales. La vegetación consiste en praderas húmedas con herbazales pantanosos, praderas secas y fragmentos de bosque de robles. El área es importante para un gran número de aves acuáticas migratorias y reproductoras, así como de especies raras. Las actividades humanas incluyen la agricultura, el pastoreo de ganado y la pesca deportiva.
Las fronteras del sitio Ramsar coinciden con el Refugio de vida silvestre de Muravjevsky, que añade 2,5 km².

## Geomorfología e hidrología
Las llanuras están formadas por sedimentos lacustres franco-limosos del Neógeno y el Pleistoceno. La parte Ramsar de la llanura aluvial del río Zeya tiene unos 5 km de anchura, y la del río Bureya, hasta 10 km de anchura. Las porciones más bajas de las llanuras aluviales incluyen islas y playas; los niveles más altos contienen un complejo de diques, lagos en forma de meandro y pantanos. Por encima de las llanuras aluviales, hay dos terrazas. 
Los ríos se alimentan principalmente de la lluvia. La inundación de primavera no es demasiado alta, pero el nivel del agua puede aumentar considerablemente después de las lluvias monzónicas en verano.
Ambos ríos son tributarios por la izquierda del río Amur, de norte a sur el Zeya y de nordeste a sudoeste el Bureya. El río Zeya nace a 1900 m y desemboca a 125 m, tiene 1242 km de longitud y drena un área de unos 233.000 km², con caudal medio de 1910 m³/s. El río Bureya nace a 580 m y desemboca a 95 m, tiene 623 km de longitud y drena 70.700 km², con un caudal de 890 m³/s.

## Clima y suelos
El área tiene un clima templado monzónico. Los veranos son los más cálidos de Siberia, con temperaturas por encima de cero al menos 100 días al añi, llegando a 20 oC. En enero, las medias mínimas bajan a -25 oC. La temporada de crecimiento de las plantas es de 140-160 días, con una precipitación de 550 a 600 mm, de la que solo un 14 por ciento cae en invierno. La capa de nieve invernal es muy escasa, pero el suelo se hiela hasta 1,5-2 m de profundidad.
Los suelos son del tipo turbera, con un alto contenido en humus (5-12%) y un horizonte de 20 a 60 cm de profundidad. En las zonas bajas, los suelos son gleysoles, con una capa subyacente de arcilla. Las zonas más elevadas tienen suelos forestales, aluviales y marrones. En las zonas donde hay lagos, hay un humedal adyacente, con ríos pequeños y lagunas.

## Fauna y flora
En primavera acceden aquí unos 15.000 gansos y 5000 patos. En otoño se han visto unos 8000 patos y 50-60 grullas. Solo anidan unas 300 parejas de patos. Entre las especies raras que dan valor al sitio, figuran la grulla de Manchuria, la grulla cuelliblanca y la cigüeña oriental, no más de diez parejas en ningún caso.
La flora incluye 280 especies de plantas.

## Coordenadas
46°42’ - 50°09’ N, 127°30’ - 127°43’